# Leandro Remondini
Leandro Remondini (17. listopad 1917 Verona, Italské království – 9. leden 1979 Milán, Itálie) byl italský fotbalový záložník a trenér.
Fotbalovou kariéru začal v roce 1935 ve Veroně. Po dvou letech odešel do Milána. Nejlepšího umístění dosáhl 3. místa v sezoně 1940/41. V roce 1942 byl prodán do Modeny, kde vyhrál druhou ligu a po sezoně odešel. Poté prošel kluby Varese a Casale. V roce 1947 odešel hrát do Lazia, kde strávil tři sezony, během níž nastřílel 19 branek a díky tomu se dostal do nominace na MS 1950. Kariéru ukončil v roce 1952 v Lucchese.
Za reprezentaci odehrál jedno utkání na MS 1950 proti Paraguayi (2:0).
Po ukončení hráčské kariéry se stal trenérem. Své první angažmá měl v Beşiktaşi, poté vedl dva roky tureckou reprezentaci. Od roku 1960 již vedl kluby v Itálii. Celkem devět klubů z Itálie vedl coby trenér, ale žádného velkého úspěchu nedosáhl.

## Hráčská statistika
| Sezóna           | Klub             | Liga             | Liga   | Liga | Ligové poháry | Ligové poháry | Ligové poháry | Kontinentální poháry | Kontinentální poháry | Kontinentální poháry | Celkem | Celkem |
| Sezóna           | Klub             | Soutěž           | Zápasy | Góly | Soutěž        | Zápasy        | Góly          | Soutěž               | Zápasy               | Góly                 | Zápasy | Góly   |
| ---------------- | ---------------- | ---------------- | ------ | ---- | ------------- | ------------- | ------------- | -------------------- | -------------------- | -------------------- | ------ | ------ |
| 1937/38          | Milán            | Serie A          | 17     | 1    | IP            | 4             | 0             | -                    | 0                    | 0                    | 21     | 1      |
| 1938/39          | Milán            | Serie A          | 17     | 0    | IP            | 1             | 1             | -                    | 0                    | 0                    | 18     | 1      |
| 1939/40          | Milán            | Serie A          | 9      | 2    | -             | 0             | 0             | -                    | 0                    | 0                    | 9      | 2      |
| 1940/41          | Milán            | Serie A          | 16     | 0    | IP            | 2             | 0             | -                    | 0                    | 0                    | 18     | 0      |
| 1941/42          | Milán            | Serie A          | 25     | 0    | IP            | 6             | 0             | -                    | 0                    | 0                    | 31     | 0      |
| 1946/47          | Modena           | Serie A          | 34     | 3    | -             | 0             | 0             | -                    | 0                    | 0                    | 34     | 3      |
| 1947/48          | Lazio            | Serie A          | 35     | 5    | -             | 0             | 0             | -                    | 0                    | 0                    | 35     | 5      |
| 1948/49          | Lazio            | Serie A          | 28     | 8    | -             | 0             | 0             | -                    | 0                    | 0                    | 28     | 8      |
| 1949/50          | Lazio            | Serie A          | 32     | 7    | -             | 0             | 0             | -                    | 0                    | 0                    | 32     | 7      |
| 1950/51          | Neapol           | Serie A          | 28     | 5    | -             | 0             | 0             | -                    | 0                    | 0                    | 28     | 5      |
| 1951/52          | Lucchese         | Serie A          | 3      | 1    | -             | 0             | 0             | -                    | 0                    | 0                    | 3      | 1      |
| Celkem v Serii A | Celkem v Serii A | Celkem v Serii A | 244    | 29   | -             | 13            | 1             | -                    | 0                    | 0                    | 257    | 30     |

## Hráčské úspěchy

### Klubové
- 1× vítěz 2. italské ligy (1942/43)

### Reprezentační
- 1× na MS (1950)